# Rillington Place
Rillington Place est un drame policier biographique en trois épisodes sur le cas réel du tueur en série John Christie et l'exécution injustifiée qui a suivi de Timothy Evans. Il a été créé le 29 novembre 2016 sur BBC One.

## Synopsis
La mini-série tourne autour de la vie familiale de John Christie et de sa femme, Ethel, alors qu'il commet une série de meurtres dans les années 1940 et au début des années 1950. Chacun des trois épisodes raconte l'histoire vue du point de vue respectif des trois personnages principaux : Ethel, Timothy Evans et John Christie.

## Distribution
- Tim Roth : John Christie
- Samantha Morton : Ethel Christie
- Nico Mirallegro : Timothy Evans
- Jodie Comer : Beryl Evans

## Diffusion et réception
Le 29 novembre 2016, le premier épisode a été diffusé sur BBC One, avec des critiques largement positives de la part des critiques, qui ont applaudi les performances et la narration. le "dialogue inaudible" des comédiens. Après le deuxième épisode du 6 décembre, Sarah Doran de RadioTimes.com a noté que plusieurs téléspectateurs avaient été déroutés par l'utilisation par Mirallegro de deux accents différents tout en décrivant Evans, alors que l'acteur basculait entre les accents Cockney et gallois. Cependant, les écrivains Ed Whitmore et Tracey Malon ont déclaré au site Web que cela avait été délibéré, car il s'agissait d'un trait adopté par Evans lui-même pour tenter de s'adapter à son environnement : « Tim a déménagé du Pays de Galles à Londres vers l'âge de onze ans, sa moitié sœur nous a dit qu'il était très désireux de s'intégrer et a rapidement adopté un accent de « brouette » londonien, mais qu'il pouvait retrouver son accent d'enfance lorsqu'il était entouré de membres de sa famille galloise. Nico Mirallegro voulait refléter la malléabilité de Tim et ce désir de s'intégrer en utilisant des accents différents selon à qui il s'adressait. Au niveau international, la série a été créée sur BBC First le 8 février 2017.

## Production
Comme Rillington Place n'existe plus, il a été démoli au début des années 1970 les intérieurs du 10 Rillington Place ont été recréés aux studios Dumbarton de BBC Scotland près de Glasgow, tandis que les extérieurs de la rue ont été tournés sur un plateau créé dans un parking du même studio.
D'autres endroits à travers l'Écosse ont été utilisés pour représenter Londres. Le Bo'ness & Kinneil Railway pour la gare et le train, New Street à Paisley, West Princes Street et West Street à Glasgow, représentant le lien entre Rillington Place et le reste de Ladbroke Grove à Londres. Aussi le Western Baths Club. L'usine Ballantine Castings à Bo'ness a été utilisée pour la section bombardée de l'usine au bout de Rillington Place.